# Haraldur Kálvsson
Haraldur Kálvsson oder Harald Kalvsson war ab 1412 Ministerpräsident (Løgmaður) der Färöer.
Lange Zeit wusste man nichts über die Løgmenn vor 1524, bis in der Königlichen Bibliothek zu Stockholm eine Pergamentrolle (wieder)entdeckt wurde, auf der Haraldur genannt ist. Außer dem Namen und der Datierung weiß man nichts über ihn.